# Liste der State-, U.S.- und Interstate-Highways in Florida
Die Liste gibt eine Übersicht der State-, U.S.- und Interstate-Highways in Florida.

## State Routes
- Florida State Road A1A
- Florida State Road 2
- Florida State Road 2A
- Florida State Road 3
- Florida State Road 4
- Florida State Road 5
- Florida State Road 5A
- Florida State Road 6
- Florida State Road 7
- Florida State Road 8
- Florida State Road 8A
- Florida State Road 9
- Florida State Road 9A
- Florida State Road 9B
- Florida State Road 10
- Florida State Road 10A
- Florida State Road 11
- Florida State Road 12
- Florida State Road 13
- Florida State Road 14
- Florida State Road 15
- Florida State Road 15A
- Florida State Road 16
- Florida State Road 17
- Florida State Road 18
- Florida State Road 19
- Florida State Road 20
- Florida State Road 21
- Florida State Road 22
- Florida State Road 23
- Florida State Road 24
- Florida State Road 25
- Florida State Road 25A
- Florida State Road 26
- Florida State Road 26A
- Florida State Road 29
- Florida State Road 30
- Florida State Road 30A
- Florida State Road 30E
- Florida State Road 31
- Florida State Road 33
- Florida State Road 35
- Florida State Road 37
- Florida State Road 39
- Florida State Road 40
- Florida State Road 41
- Florida State Road 43
- Florida State Road 44
- Florida State Road 44 Business
- Florida State Road 45
- Florida State Road 45A
- Florida State Road 46
- Florida State Road 47
- Florida State Road 48
- Florida State Road 49
- Florida State Road 50
- Florida State Road 50A
- Florida State Road 51
- Florida State Road 52
- Florida State Road 53
- Florida State Road 54
- Florida State Road 55
- Florida State Road 56
- Florida State Road 57
- Florida State Road 59
- Florida State Road 60
- Florida State Road 60A
- Florida State Road 61
- Florida State Road 61A
- Florida State Road 62
- Florida State Road 63
- Florida State Road 64
- Florida State Road 65
- Florida State Road 66
- Florida State Road 68
- Florida State Road 69
- Florida State Road 70
- Florida State Road 71
- Florida State Road 72
- Florida State Road 73
- Florida State Road 75
- Florida State Road 76
- Florida State Road 77
- Florida State Road 78
- Florida State Road 79
- Florida State Road 80
- Florida State Road 81
- Florida State Road 82
- Florida State Road 83
- Florida State Road 84
- Florida State Road 85
- Florida State Road 87
- Florida State Road 89
- Florida State Road 90
- Florida State Road 91
- Florida State Road 93
- Florida State Road 93A
- Florida State Road 94
- Florida State Road 95
- Florida State Road 97
- Florida State Road 100
- Florida State Road 101
- Florida State Road 102
- Florida State Road 103
- Florida State Road 104
- Florida State Road 105
- Florida State Road 109
- Florida State Road 111
- Florida State Road 112
- Florida State Road 113
- Florida State Road 114
- Florida State Road 115
- Florida State Road 115A
- Florida State Road 116
- Florida State Road 117
- Florida State Road 120
- Florida State Road 121
- Florida State Road 122
- Florida State Road 123
- Florida State Road 126
- Florida State Road 128
- Florida State Road 129
- Florida State Road 134
- Florida State Road 136
- Florida State Road 139
- Florida State Road 143
- Florida State Road 145
- Florida State Road 152
- Florida State Road 155
- Florida State Road 157
- Florida State Road 159
- Florida State Road 163
- Florida State Road 166
- Florida State Road 173
- Florida State Road 187
- Florida State Road 188
- Florida State Road 189
- Florida State Road 190
- Florida State Road 196
- Florida State Road 200
- Florida State Road 202
- Florida State Road 206
- Florida State Road 207
- Florida State Road 208
- Florida State Road 211
- Florida State Road 212
- Florida State Road 222
- Florida State Road 224
- Florida State Road 226
- Florida State Road 228
- Florida State Road 228A
- Florida State Road 230
- Florida State Road 231
- Florida State Road 235
- Florida State Road 238
- Florida State Road 243
- Florida State Road 247
- Florida State Road 249
- Florida State Road 261
- Florida State Road 263
- Florida State Road 265
- Florida State Road 267
- Florida State Road 273
- Florida State Road 276
- Florida State Road 277
- Florida State Road 281
- Florida State Road 285
- Florida State Road 289
- Florida State Road 290
- Florida State Road 291
- Florida State Road 292
- Florida State Road 293
- Florida State Road 294
- Florida State Road 295
- Florida State Road 296
- Florida State Road 297
- Florida State Road 298
- Florida State Road 300
- Florida State Road 312
- Florida State Road 320
- Florida State Road 326
- Florida State Road 327
- Florida State Road 329
- Florida State Road 331
- Florida State Road 345
- Florida State Road 349
- Florida State Road 363
- Florida State Road 366
- Florida State Road 369
- Florida State Road 371
- Florida State Road 373
- Florida State Road 375
- Florida State Road 377
- Florida State Road 389
- Florida State Road 390
- Florida State Road 391
- Florida State Road 392A
- Florida State Road 393
- Florida State Road 397
- Florida State Road 399
- Florida State Road 400
- Florida State Road 401
- Florida State Road 404
- Florida State Road 405
- Florida State Road 406
- Florida State Road 407
- Florida State Road 408
- Florida State Road 414
- Florida State Road 415
- Florida State Road 416
- Florida State Road 417
- Florida State Road 419
- Florida State Road 421
- Florida State Road 423
- Florida State Road 424
- Florida State Road 426
- Florida State Road 429
- Florida State Road 434
- Florida State Road 435
- Florida State Road 436
- Florida State Road 437
- Florida State Road 438
- Florida State Road 441
- Florida State Road 442
- Florida State Road 451
- Florida State Road 464
- Florida State Road 471
- Florida State Road 472
- Florida State Road 482
- Florida State Road 483
- Florida State Road 492
- Florida State Road 500
- Florida State Road 500A
- Florida State Road 501
- Florida State Road 507
- Florida State Road 508
- Florida State Road 510
- Florida State Road 513
- Florida State Road 514
- Florida State Road 517
- Florida State Road 518
- Florida State Road 519
- Florida State Road 520
- Florida State Road 524
- Florida State Road 526
- Florida State Road 527
- Florida State Road 528
- Florida State Road 530
- Florida State Road 533
- Florida State Road 535
- Florida State Road 536
- Florida State Road 537
- Florida State Road 539
- Florida State Road 540
- Florida State Road 542
- Florida State Road 544
- Florida State Road 546
- Florida State Road 548
- Florida State Road 549
- Florida State Road 551
- Florida State Road 552
- Florida State Road 553
- Florida State Road 555
- Florida State Road 557
- Florida State Road 559
- Florida State Road 563
- Florida State Road 566
- Florida State Road 568
- Florida State Road 569
- Florida State Road 570
- Florida State Road 572
- Florida State Road 573
- Florida State Road 574
- Florida State Road 575
- Florida State Road 579
- Florida State Road 580
- Florida State Road 580A
- Florida State Road 581
- Florida State Road 582
- Florida State Road 583
- Florida State Road 584
- Florida State Road 585
- Florida State Road 586
- Florida State Road 589
- Florida State Road 590
- Florida State Road 590A
- Florida State Road 592
- Florida State Road 594
- Florida State Road 595
- Florida State Road 597
- Florida State Road 599
- Florida State Road 600
- Florida State Road 607
- Florida State Road 608
- Florida State Road 614
- Florida State Road 615
- Florida State Road 616
- Florida State Road 618
- Florida State Road 620
- Florida State Road 636
- Florida State Road 655
- Florida State Road 656
- Florida State Road 659
- Florida State Road 666
- Florida State Road 674
- Florida State Road 676
- Florida State Road 678
- Florida State Road 679
- Florida State Road 681
- Florida State Road 682
- Florida State Road 683
- Florida State Road 684
- Florida State Road 685
- Florida State Road 686
- Florida State Road 687
- Florida State Road 688
- Florida State Road 692
- Florida State Road 693
- Florida State Road 694
- Florida State Road 699
- Florida State Road 700
- Florida State Road 704
- Florida State Road 706
- Florida State Road 707
- Florida State Road 708
- Florida State Road 710
- Florida State Road 713
- Florida State Road 714
- Florida State Road 715
- Florida State Road 716
- Florida State Road 717
- Florida State Road 727
- Florida State Road 729
- Florida State Road 732
- Florida State Road 736
- Florida State Road 739
- Florida State Road 742
- Florida State Road 750
- Florida State Road 752
- Florida State Road 758
- Florida State Road 776
- Florida State Road 780
- Florida State Road 786
- Florida State Road 789
- Florida State Road 794
- Florida State Road 800
- Florida State Road 802
- Florida State Road 804
- Florida State Road 805
- Florida State Road 806
- Florida State Road 807
- Florida State Road 808
- Florida State Road 809
- Florida State Road 810
- Florida State Road 811
- Florida State Road 814
- Florida State Road 816
- Florida State Road 817
- Florida State Road 818
- Florida State Road 820
- Florida State Road 821
- Florida State Road 822
- Florida State Road 823
- Florida State Road 824
- Florida State Road 825
- Florida State Road 826
- Florida State Road 834
- Florida State Road 836
- Florida State Road 838
- Florida State Road 842
- Florida State Road 844
- Florida State Road 845
- Florida State Road 847
- Florida State Road 848
- Florida State Road 849
- Florida State Road 850
- Florida State Road 852
- Florida State Road 856
- Florida State Road 858
- Florida State Road 860
- Florida State Road 862
- Florida State Road 865
- Florida State Road 867
- Florida State Road 869
- Florida State Road 870
- Florida State Road 874
- Florida State Road 878
- Florida State Road 880
- Florida State Road 882
- Florida State Road 884
- Florida State Road 886
- Florida State Road 907
- Florida State Road 909
- Florida State Road 913
- Florida State Road 915
- Florida State Road 916
- Florida State Road 922
- Florida State Road 924
- Florida State Road 932
- Florida State Road 933
- Florida State Road 934
- Florida State Road 944
- Florida State Road 948
- Florida State Road 951
- Florida State Road 953
- Florida State Road 959
- Florida State Road 968
- Florida State Road 969
- Florida State Road 970
- Florida State Road 972
- Florida State Road 973
- Florida State Road 976
- Florida State Road 985
- Florida State Road 989
- Florida State Road 990
- Florida State Road 992
- Florida State Road 994
- Florida State Road 997
- Florida State Road 4080
- Florida State Road 5054
- Florida State Road 5098
- Florida State Road 9336

## Interstate Highways
- Interstate 4
- Interstate 10
- Interstate 75
- Interstate 95
- Interstate 110
- Interstate 175
- Interstate 195
- Interstate 275
- Interstate 295
- Interstate 375
- Interstate 395
- Interstate 595
- Interstate 795

## United State Routes

### Gegenwärtige Routen
- U.S. Highway 1
- U.S. Highway 17
- U.S. Highway 19
- U.S. Highway 23
- U.S. Highway 27
- U.S. Highway 29
- U.S. Highway 41
- U.S. Highway 90
- U.S. Highway 92
- U.S. Highway 98
- U.S. Highway 129
- U.S. Highway 192
- U.S. Highway 221
- U.S. Highway 231
- U.S. Highway 301
- U.S. Highway 319
- U.S. Highway 331
- U.S. Highway 441

### Ehemalige Routen
- U.S. Highway 94
- U.S. Highway 541